# Christian Cullen
Christian Mathias Cullen (Paraparaumu, 12 febbraio 1976) è un ex rugbista a 15 neozelandese, già estremo degli Hurricanes e 58 volte internazionale per gli All Blacks, partecipante alla Coppa del Mondo di rugby 1999.

## Biografia
Cresciuto a Paekakariki, una cittadina a nord della capitale Wellington, si mise in luce rugbisticamente alle superiori frequentate al Kapiti College, della cui squadra entrò a fare parte, venendo anche convocato per la selezione nazionale scolastica (1993-94) e successivamente Under-19 (1995); nel 1995 entrò nella selezione provinciale di Manawatu e nel marzo 1996, debuttò nell'appena istituito Super Rugby, scendendo in campo nella prima partita in assoluto del torneo, Hurricanes-Blues a Palmerston North.
Pochi mesi dopo, a vent'anni compiuti da poco, esordì negli All Blacks in un test match contro Samoa a Napier, realizzando nove mete nei suoi primi dieci test match.
Titolare fisso fin da allora, si contraddistinse sempre per la sua velocità in campo, grazie alla quale aveva già da tempo ricevuto il soprannome di Paekakariki Express ; prese parte alla Coppa del Mondo di rugby 1999 nel Regno Unito in cui disputò tutti i sei incontri, anche se la Nuova Zelanda si classificò quarta.
Dopo la Coppa il posto di C.T. della Nazionale fu assunto da Wayne Smith, il cui mandato durò meno di due anni, per poi essere rimpiazzato da John Mitchell, il quale non fece mai mistero di non gradire Cullen in Nazionale, per motivi mai chiariti; dal 2002 quindi Cullen non fu più convocato, pur avendo solo 26 anni e detenendo all'epoca il record di mete in Nazionale, 46.
Nel luglio 2003, quando non fu compreso tra i pre-convocati per la Coppa del Mondo in Australia, Cullen si accordò per un triennale con la franchise irlandese del Munster.
Con tale club vinse la Celtic Cup nel 2005, e si laureò campione d'Europa vincendo la Heineken Cup 2005-06 nel suo ultimo anno di contratto; dopo tale vittoria prolungò il suo accordo con il Munster per un'ulteriore stagione, al termine della quale, anche a causa dei postumi di ripetuti infortuni, chiuse l'attività agonistica.
Attualmente gestisce un locale a Wellington.

## Palmarès
- Celtic Cup: 1
Munster: 2004-05
- Heineken Cup: 1
Munster: 2005-06